# IJsheiligen

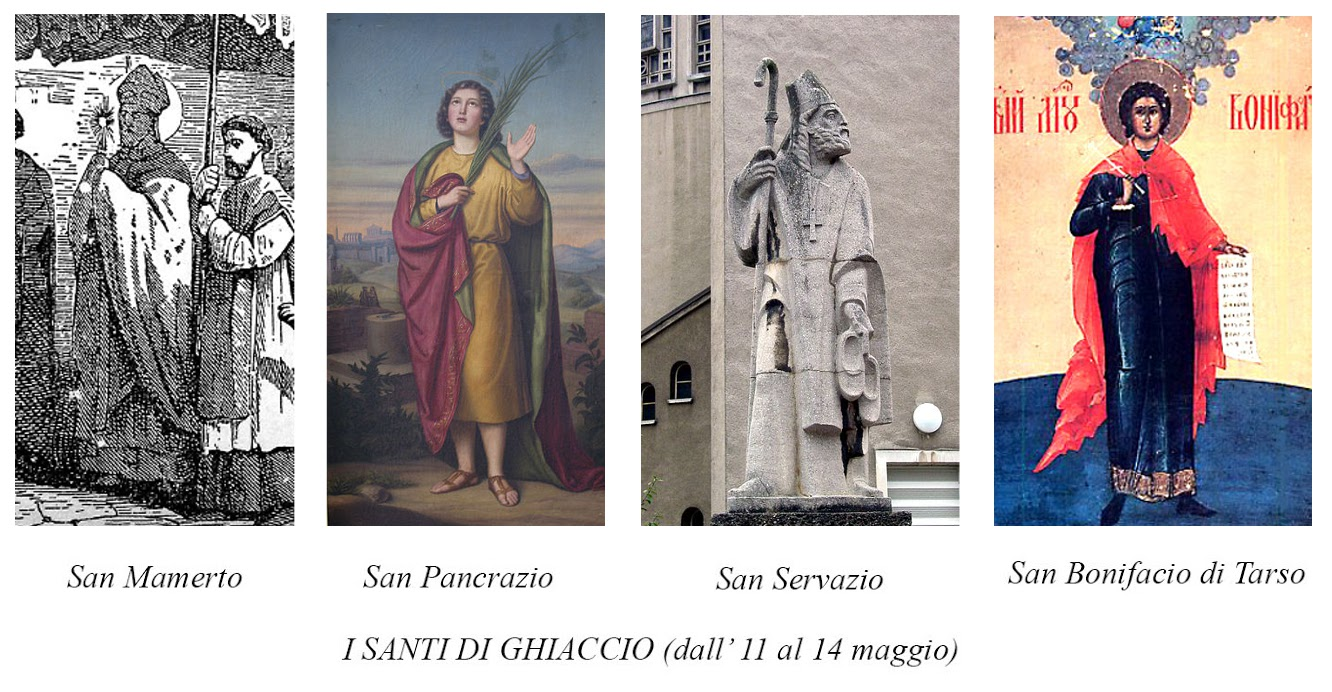
De vier traditionele ijsheiligen

De ijsheiligen zijn in de religie de naamdagen van een aantal katholieke heiligen die vallen in de periode van 11 tot en met 15 mei. Ook de heiligen zelf worden wel ijsheiligen genoemd.  De kerk noemde hen niet ijsheiligen, dat is er volgens de volksweerkunde van gemaakt. Het gaat om de laatste dagen in het voorjaar op het noordelijk halfrond waarop nog nachtvorst kan optreden. Dit geldt met name voor streken die onderhevig zijn aan vier jaargetijden. Daarbij moet wel worden opgemerkt dat tijdens het ontstaan van deze katholieke traditie de juliaanse kalender nog in gebruik was. Volgens de gregoriaanse kalender en de volksweerkunde is deze laatste periode van mogelijke nachtvorst van 24 tot 29 mei. Afhankelijk van de geografische ligging wordt 11 mei dan wel 12 mei als de eerste ijsheilige  beschouwd. 
Tot de ijsheiligen worden gerekend:
- Mamertus (11 mei)
- Pancratius (12 mei)
- Servatius van Maastricht (13 mei)
- Bonifatius van Tarsus (14 mei)

Soms ook:
- Sophia van Rome (15 mei)[2]

## Achtergrond
De naamdagen van de genoemde ijsheiligen vormen een periode in mei die wordt gezien als de overgang van weer met mogelijk nachtvorst naar meer zomers getint weer. Het is niet uitgesloten dat er na half mei nog nachtvorst optreedt, maar die kans is heel klein.

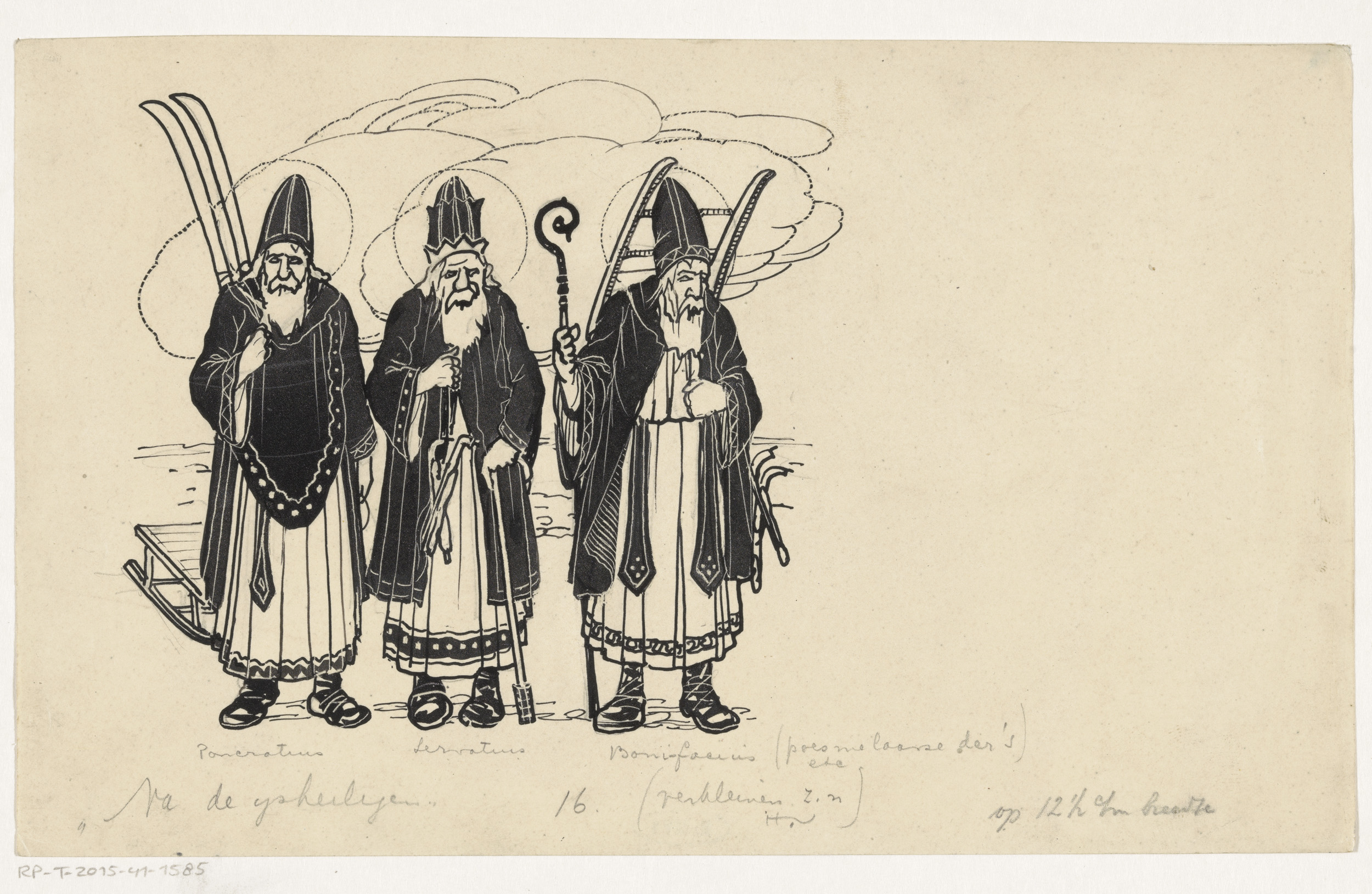
Pancratius, Servatius en Bonifatius op een humoristische tekening van Henri Verstijnen

IJsheiligen is een van de oudste en wellicht bekendste begrippen uit de volksweerkunde. De eerste berichten over deze "strenge heren" dateren van rond het jaar 1000. De naam ijsheiligen komt van de naamdagen van vier heiligen die hierboven genoemd zijn. Drie is het heilig getal, en daarom rekent men in de meeste landen maar drie tot de ijsheiligen. In sommige landen wordt Sint-Mamertus niet meegeteld, in andere landen hoort Sint-Bonifatius er niet bij. Deze heilige is niet de in Nederland en België bij oudere en katholieke mensen bekende Bonifatius, (bijgenaamd de Apostel van Duitsland), die in 754 in de buurt van Dokkum werd gedood, want die heeft zijn feestdag op 5 juni. Zijn naamgenoot, de ijsheilige Bonifatius, was een Romeinse burger die in 307 de marteldood stierf tijdens de christenvervolgingen onder keizer Diocletianus.
Sommige landen, waaronder Duitsland, Hongarije en Zwitserland, rekenden in het verleden ook 15 mei (ook wel aangeduid als koude Sophie) nog tot de ijsheiligen. Dat gebruik dateert uit de 11e eeuw, toen zij beschermvrouwe tegen de nachtvorst was. In het Alpengebied werden indertijd op die dagen vuren ontstoken ter bescherming tegen de vorst. In Duitsland gebruikt men nog de uitdrukking "Pflanze nie vor der kalten Sophie", waarmee bedoeld wordt dat men nooit plantgoed moet poten vóór 15 mei, de naamdag van de heilige.
De ijsheiligen ontlenen hun benaming aan het gevaar van koud voorjaarsweer voor het gewas, dat in die tijd in volle bloei staat. Een late vorstnacht kan in die periode veel schade aanrichten. Het is echter niet zo dat tijdens de ijsheiligen de kans op een overgang naar koud weer groter is dan op andere dagen in het voorjaar.
Abrupte temperatuurveranderingen, die onder andere het gevolg zijn van het nog relatief koude zeewater, zijn kenmerkend voor dit hele jaargetijde en kunnen ook in juni nog voorkomen. Wel neemt na half mei de kans op vorst sterk af, en aan het eind van deze maand zijn temperaturen onder nul heel uitzonderlijk. In dat opzicht markeren de ijsheiligen meestal de overgang naar een periode met een meer zomers karakter. Het weer houdt zich in Nederland lang niet altijd aan deze datums: In 2006 kwam in de nacht van 2 op 3 juni nachtvorst voor, in 2008 in de nacht van 23 op 24 juni en in 2013 zelfs in de nacht van 25 op 26 juni.
In Hongarije zijn de drie eerste naamdagen: Pongrác (Pancratius) op 12 mei, Szervác (Servatius) op 13 mei en Bonifác (Bonifatius) op 14 mei. De laatste van de ijsheiligen valt op Orbán: 25 mei. Volgens de volkswijsheid zal de wijn zuur zijn als het dan regent, maar wordt de wijn zoet als het helder weer is.